# Переменная типа FK Волос Вероники
Переменные типа FK Волос Вероники (FK Com, FKCOM) — быстро вращающиеся гиганты с неоднородной поверхностной яркостью спектральных классов G-К (примерно столь же горячие или немного более холодные, чем Солнце, но гораздо большие по размеру) с широкими эмиссионными линиями Н и К Ca II, а также иногда с эмиссией линии H-альфа водорода. Могут быть и спектрально-двойными системами. Периоды изменения блеска (достигающие нескольких дней) равны периодам вращения, а амплитуды изменения блеска составляют несколько десятых звездной величины. Не исключено, что эти объекты являются результатом дальнейшей эволюции тесных двойных систем типа W Большой Медведицы, т.е.  могут представлять поздние стадии в эволюции звёзд с общей оболочкой, у которых звёздные ядра объединились.